# Cleroidea
Cleroidea je malá nadčeleď brouků. Mnozí z členů této skupiny jsou štíhlí, často s docela měkkými, poddajnými krovkami, typicky ochlupenými nebo šupinatými.

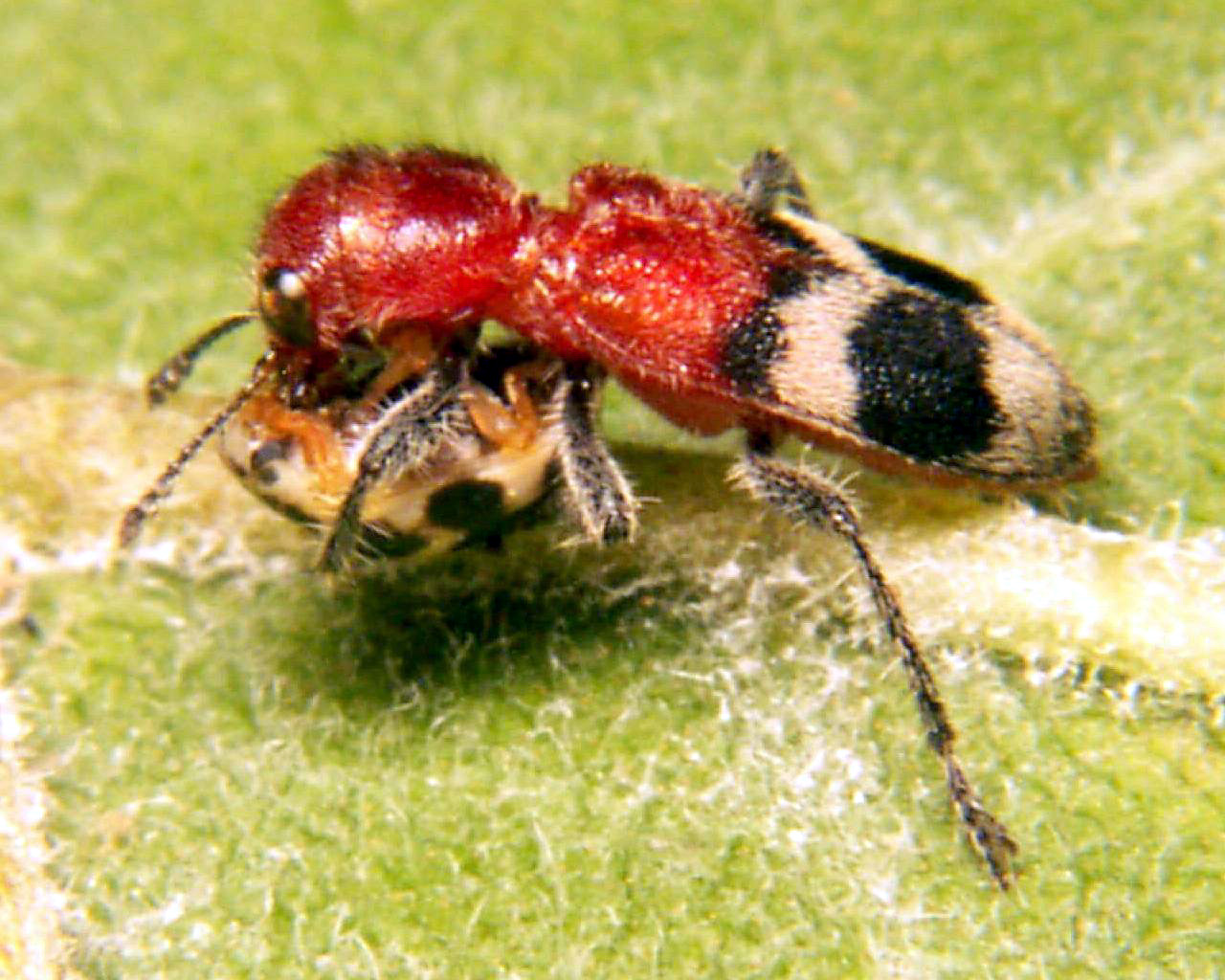
Pestrokrovečník požírající slunéčko

Nadčeleď obsahuje kolem 10 000 druhů v čeledích:
- Acanthocnemidae Crowson 1964
- Chaetosomatidae Crowson 1952
- Cleridae (pestrokrovečníkovití) Latreille 1802
- Melyridae (bradavičníkovití) Leach 1815 (včetně Malachiidae a Dasytidae)
- Phloiophilidae Kiesenwetter 1863
- Phycosecidae Crowson 1952
- Prionoceridae Lacordaire 1857
- Trogossitidae (kornatcovití) Latreille 1802

Převážná většina druhů patří do čeledí Cleridae a Melyridae, následují Trogossitidae.